# Centrocercus
Centrocercus är ett släkte fåglar i familjen fasanfåglar inom ordningen hönsfåglar med enbart två arter som båda förekommer i västra Nordamerika. Tidigare omfattade det enbart strålstjärtshöna, men den har nu allmänt delats upp i två arter:
- Strålstjärtshöna (C. urophasianus)
- Gunnisonhöna (C. minimus)